# العلاقات البيروية الجيبوتية
العلاقات البيروفية الجيبوتية هي العلاقات الثنائية التي تجمع بين بيرو وجيبوتي.

## مقارنة بين البلدين
هذه مقارنة عامة ومرجعية للدولتين:
| وجه المقارنة                                              | بيرو                                   | جيبوتي                    |
| --------------------------------------------------------- | -------------------------------------- | ------------------------- |
| المساحة (كم2)                                             | 1.29 مليون                             | 23.20 ألف                 |
| عدد السكان (نسمة)                                         | 32.16 مليون                            | 956.99 ألف                |
| الكثافة السكانية (ن./كم²)                                 | 24.93                                  | 41.25                     |
| العاصمة                                                   | ليما                                   | جيبوتي                    |
| اللغة الرسمية                                             | اللغة الإسبانية، اللغة الأيمرية، كتشوا | لغة فرنسية، اللغة العربية |
| العملة                                                    | سول بيروفي جديد                        | فرنك جيبوتي               |
| الناتج المحلي الإجمالي (بليون دولار)                      | 211.39 مليار                           | 1.84 مليار                |
| الناتج المحلي الإجمالي (تعادل القوة الشرائية) بليون دولار | 393.13 مليار                           | 3.10 مليار                |
| الناتج المحلي الإجمالي الاسمي للفرد دولار أمريكي          | 6.03 ألف                               | 1.95 ألف                  |
| الناتج المحلي الإجمالي للفرد دولار أمريكي                 | 11.99 ألف                              | 3.27 ألف                  |
| مؤشر التنمية البشرية                                      | 0.740                                  | 0.470                     |
| رمز المكالمات الدولي                                      | +51                                    | +253                      |
| رمز الإنترنت                                              | .pe                                    | .dj                       |
| المنطقة الزمنية                                           | توقيت بيرو، 00                         | ت ع م+03:00               |

## منظمات دولية مشتركة
يشترك البلدان في عضوية مجموعة من المنظمات الدولية، منها:
| علم المنظمة | اسم المنظمة                                                | تاريخ انضمام بيرو | تاريخ انضمام جيبوتي |
| ----------- | ---------------------------------------------------------- | ----------------- | ------------------- |
|             | وكالة ضمان الاستثمار متعدد الأطراف                         | 2 ديسمبر 1991     | 12 يناير 2007       |
|             | منظمة الشرطة الجنائية الدولية                              | ?                 | ?                   |
|             | منظمة حظر الأسلحة الكيميائية                               | ?                 | ?                   |
|             | منظمة التجارة العالمية                                     | ?                 | ?                   |
|             | الأمم المتحدة                                              | 31 أكتوبر 1945    | 20 سبتمبر 1977      |
|             | العملية المشتركة للاتحاد الأفريقي والأمم المتحدة في دارفور | ?                 | ?                   |
|             | مؤسسة التمويل الدولية                                      | 20 يوليو 1956     | 1 أكتوبر 1980       |
|             | يونسكو                                                     | 21 نوفمبر 1946    | 31 أغسطس 1989       |
|             | مؤسسة التنمية الدولية                                      | 30 أغسطس 1961     | 1 أكتوبر 1980       |
|             | البنك الدولي للإنشاء والتعمير                              | 31 ديسمبر 1945    | 1 أكتوبر 1980       |
|             | الاتحاد البريدي العالمي                                    | ?                 | ?                   |
|             | الاتحاد الدولي للاتصالات                                   | 12 يوليو 1915     | 22 نوفمبر 1977      |

## وصلات خارجية
- موقع وزارة الخارجية البيروفية